# Metropolia katowicka
Metropolia katowicka – jedna z 14 metropolii obrządku łacińskiego w Kościele katolickim w Polsce.

## Diecezje wchodzące w skład metropolii
1. Archidiecezja katowicka
2. Diecezja gliwicka
3. Diecezja opolska

## Historia
Organizacja terytorialna Kościoła katolickiego w Polsce po II wojnie światowej, biorąc pod uwagę zmiany granic politycznych, nie była możliwa, zwłaszcza jeśli chodzi o Ziemie Zachodnie i Północne oraz te części diecezji, które na mocy układu poczdamskiego zostały wcielone do Związku Radzieckiego. Po 1989 nastąpiły w Polsce warunki, które ułatwiły taką reorganizację. Okolicznością sprzyjającą było uregulowanie w 1970 kwestii związanych z sytuacją diecezji na Ziemiach Zachodnich i Północnych oraz ustawa z 17 maja 1989 regulująca status Kościoła w Polsce, w tym także przywrócenie hierarchii kościelnej w dawnych republikach radzieckich oraz powstanie diecezji w Białymstoku.
Oficjalnie proces reorganizacji rozpoczął się pod koniec 1991. Papież Jan Paweł II w liście do prymasa kard. Józefa Glempa (4 października 1991) postulował tworzenie nowych diecezji; w mniejszym stopniu brano pod uwagę granice historyczne, a w większym kryterium ilościowe. 10 października 1991 powołano Komisję do Spraw Podziału Administracyjnego Kościoła w Polsce pod przewodnictwem kardynała Franciszka Macharskiego.
30 października 1991 w czasie rozmów na temat reorganizacji padła propozycja, aby Górny Śląsk otrzymał metropolię. W kurii katowickiej opracowano założenia nowej organizacji terytorialnej Kościoła na Górnym Śląsku, zakładające podział diecezji katowickiej i powstanie dwóch nowych: gliwickiej i bielskiej. Projektowane zmiany były zbieżne z programem regionalizacji opracowanym w odniesieniu do Górnego Śląska przez Urząd Wojewódzki w Katowicach, a także konsultowane z władzami państwowymi. Ludność – ok. 4 mln. 29 października 2011 papież Benedykt XVI przyjął rezygnację abp. Damiana Zimonia z pełnienia funkcji Metropolity Katowickiego. Jednocześnie mianował nowym Metropolitą Katowickim Biskupa Ordynariusza Tarnowskiego Wiktora Skworca.

## Bulla Totus Tuus Poloniae Populus
Papież Jan Paweł II bullą Totus Tuus Poloniae Populus z 25 marca 1992 zreorganizował dotychczas istniejącą strukturę metropolitalną, do 5 istniejących metropolii doszło 9 nowych, w tym katowicka. W skład metropolii katowickiej jako sufraganie weszły diecezje: opolska i gliwicka. Podniósł jednocześnie do godności arcybiskupa metropolity katowickiego biskupa Damiana Zimonia.

## Biskupi metropolii

### Biskupi diecezjalni
- Metropolita: vacat
- Sufragan: ks. bp dr Sławomir Oder (od 2023) (Gliwice)
- Sufragan: ks. bp dr hab. Andrzej Czaja (od 2009) (Opole)

### Biskupi pomocniczy
- ks. bp Marek Szkudło (od 2015) (Katowice)
- ks. bp dr Adam Wodarczyk (od 2015) (Katowice)
- ks. bp dr Grzegorz Olszowski (od 2018) (Katowice)
- ks. bp Andrzej Iwanecki (od 2018) (Gliwice)
- ks. bp dr hab. Rudolf Pierskała (od 2014) (Opole)
- Ks. Bp. Waldemar Musioł (od 2022) (Opole)

### Biskupi seniorzy
- ks. abp dr Damian Zimoń (od 2011) (Katowice)
- ks. abp dr Wiktor Skworc (od 2023) (Katowice)
- ks. abp prof. dr hab. Alfons Nossol (od 2009) (Opole)
- ks. bp Paweł Stobrawa (od 2022) (Opole)
- ks. bp prof. dr hab. Jan Kopiec (od 2023) (Gliwice)

## Główne świątynie metropolii
- Archikatedra Chrystusa Króla w Katowicach
- Katedra w Gliwicach
- Katedra w Opolu